# 兰溪桥水库
兰溪桥水库是中国浙江省丽水市庆元县境内的一座水库，位于松溪支流搓江上，建于1984年。水库正常库容为1320万立方米，集雨面积为235平方千米，海拔为418米。